# 鈴木哲 (外交官)

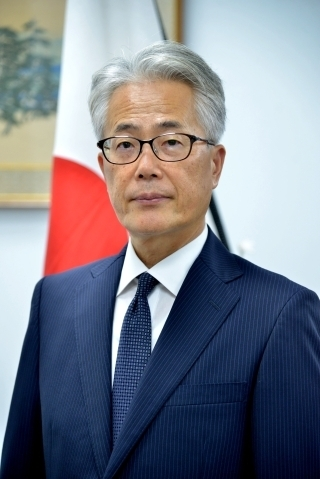
在インド日本国大使館ホームページより

鈴木 哲（すずき さとし、1959年8月22日 - ）は、日本の外交官、国際公務員。内閣官房長官秘書官、国際原子力機関事務局長特別補佐官、外務省総合外交政策局長、駐インド特命全権大使等を経て、2022年9月より駐イタリア兼サンマリノ兼マルタ特命全権大使。2024年1月より初代在ローマ国際機関日本政府代表部特命全権大使併任。

## 経歴・人物
静岡県浜松市出身。静岡県立浜松北高等学校卒業後、1983年外務公務員上級試験合格。1984年東京外国語大学外国語学部英米語学科卒業、外務省入省。1987年ジョンズ・ホプキンス大学高等国際問題研究大学院修了、国際関係修士。1994年在大韓民国日本国大使館一等書記官。1996年富山県警察本部警務部長に出向。1998年外務省北米局北米第一課首席事務官。2000年在英国日本国大使館一等書記官。2001年同参事官。2002年在インドネシア日本国大使館参事官。2004年外務省総合外交政策局不拡散・科学原子力課長。2006年塩崎恭久内閣官房長官秘書官。2008年外務省国際情報統括官組織第一国際情報官。2009年在ウィーン国際機関日本政府代表部公使。同年国際原子力機関事務局長特別補佐官（総務担当）。2014年外務省大臣官房審議官。2015年外務省危機管理担当兼欧州局兼領事局審議官。2016年外務省国際情報統括官。2017年外務省総合外交政策局長。同年国連薬物犯罪事務所のユーリ・フェドートフ事務局長との会談でフィリピン沖海賊に対応するための共同行動計画への署名を行った。2019年駐インド兼ブータン特命全権大使。2022年9月、駐イタリア兼サンマリノ兼マルタ特命全権大使。2024年1月、新設の在ローマ国際機関日本政府代表部特命全権大使併任。

## 同期
- 有吉勝秀（23年コスタリカ大使・20年エルサルバドル大使）
- 礒正人（22年クロアチア大使・18年デュッセルドルフ総領事）
- 伊藤康一（24年ギリシャ大使・20年ニュージーランド大使）
- 伊藤直樹（24年ベトナム大使・19年バングラデシュ大使・17年シカゴ総領事）
- 今村朗（23年セルビア大使・20年ジョージア大使・23年セルビア大使）
- 岩井文男（20年サウジアラビア大使・15年イラク大使）
- 大森茂（17年セネガル大使・15年法務省名古屋入国管理局長）
- 岡田隆（20年アフガニスタン大使）
- 岡庭健（24年アラブ首長国連邦大使・21年ケニア大使）
- 菊田豊（21年ネパール大使・18年ナイジェリア大使）
- 下川眞樹太（22年フランス、アンドラ大使・19年ベルギー大使・17年大臣官房長・16年国際文化交流審議官）
- 杉山明（24年ノルウェー大使・21年特命全権大使（国際テロ対策・組織犯罪対策協力担当）・18年スリランカ大使・17年儀典長・15年内閣審議官・13年山形県警察本部長）
- 竹若敬三（21年北極担当大使・19年ラオス大使）
- 千葉明（22年バチカン大使、19年ASEAN大使・16年ロサンゼルス総領事）
- 梨田和也（19年タイ大使・17年国際協力局長）
- 藤山美典（22年スイス兼リヒテンシュタイン大使）
- 藤原直（21年エディンバラ総領事）
- 正木靖（23年インドネシア大使・20年EU大使・17年欧州局長）
- 森下敬一郎（21年エクアドル大使・17年コロンビア大使）
- 山上信吾（20年オーストラリア大使・18年経済局長・17年国際情報統括官）
- 山田洋一郎（22年モルドバ大使・20年立命館アジア太平洋大学アジア太平洋学部教授（出向）・17年シアトル総領事）
- 山野内勘二（22年カナダ大使・18年ニューヨーク総領事・16年経済局長）